# Byrsonima mollis
Byrsonima mollis là một loài thực vật có hoa trong họ Malpighiaceae. Loài này được (Poir.) DC. mô tả khoa học đầu tiên năm 1824.